# بايك أيون
بايك أيون (هانغل: 백아연) هي مغنية وكاتبة أغاني كورية جنوبية. ولدت في 11 مارس 1993 في سونغنام، كوريا الجنوبية. 

## روابط خارجية
- بايك أيون على موقع ميوزك برينز (الإنجليزية)